# Mauricie
La Mauricie est une région administrative ainsi qu'une région touristique du Québec.
D'une superficie de 39 748 km2, elle est située au nord du fleuve Saint-Laurent dont l'axe principal est la vallée de la rivière Saint-Maurice qui a une longueur de 587 km. Elle compte trois principales villes : Trois-Rivières (en Basse-Mauricie) ; Shawinigan (en Moyenne-Mauricie) et La Tuque (en Haute-Mauricie). Elle compte aussi trois municipalités régionales de comté regroupant 42 municipalités.
Région pionnière de l’industrialisation du Québec, sur le plan historique, la Mauricie est considérée comme le berceau de l’industrialisation au Canada alors que, vers 1730, les Forges du Saint-Maurice deviennent la première entreprise sidérurgique de l’Amérique du Nord.

## Toponymie

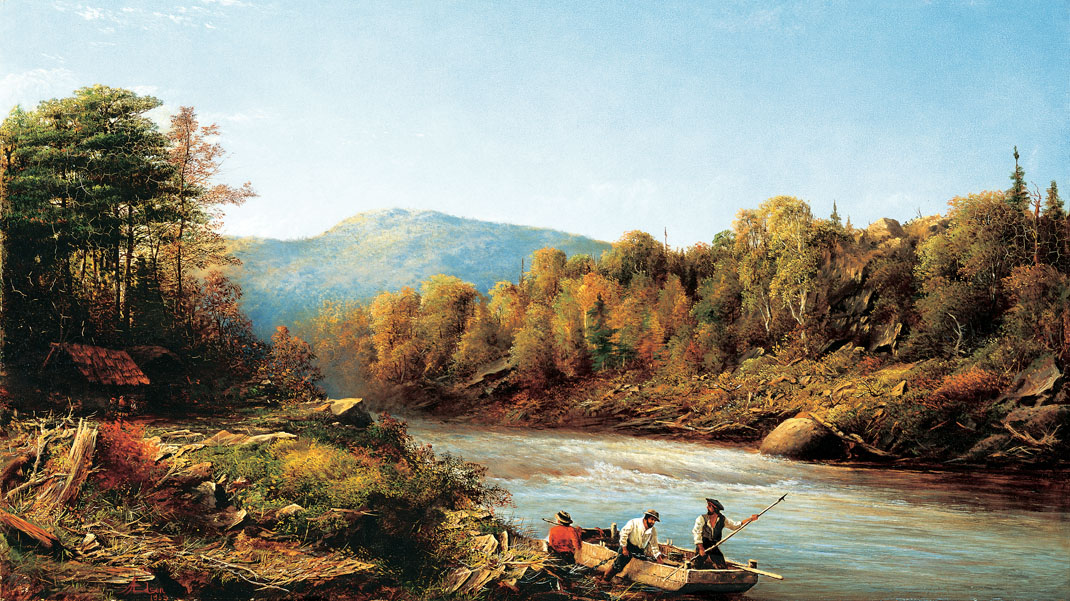
Bûcherons sur la rivière Saint-Maurice (1868) par Allan Edson.

Le nom « Mauricie », pour identifier la région, est conçu en 1933 par l'abbé Albert Tessier en remplacement du toponyme « Vallée du Saint-Maurice ». « Le régionyme de Vallée du Saint-Maurice est maintenant perçu comme un calque de St. Maurice Valley et, soutient l'abbé Tessier, il faut le changer pour un régionyme à consonance véritablement française ».
Avant 1997, la région porte le nom de Mauricie–Bois-Francs et englobe la région actuelle du Centre-du-Québec.
Les territoires suivants comportent leur propre désignation toponymique :
- région administrative de la Mauricie, qui inclut une partie importante de plusieurs bassins versants dont celui des rivières Saint-Maurice, Batiscan et du Loup ;
- bassin versant de la rivière Saint-Maurice, qui couvre six régions administratives du Québec ;
- vallée de la rivière Saint-Maurice (excluant les vallées secondaires tels les rivières Matawin, Vermillon, Manouane, Trenche, Croche et Bostonnais).

## Géographie
Sont repartis sur son territoire, en ordre d'importance : les forêts (77,9 %), les eaux (11 %), les milieux humides (7,6 %), les terres agricoles (2,5 %) et finalement les surfaces artificielles (0,9 %).

### Situation

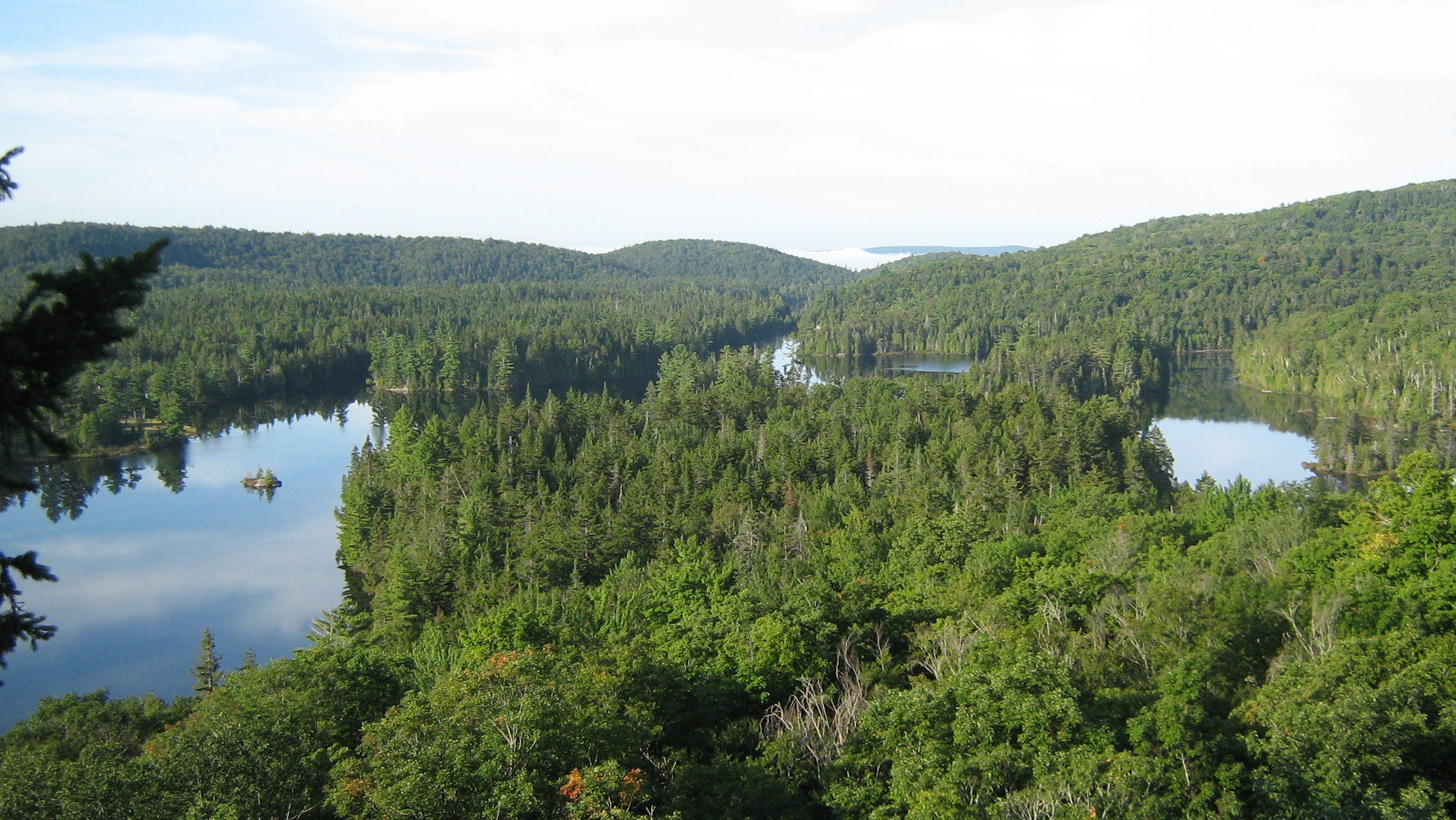
Paysage mauricien à Grandes-Piles.

À partir du fleuve Saint-Laurent, la Mauricie s’étend vers le nord de la province, en remontant la rivière Saint-Maurice, jusqu’aux limites des régions administratives de l’Abitibi-Témiscamingue, du Nord-du-Québec et du Saguenay–Lac-Saint-Jean. La région de Lanaudière constitue la limite ouest, tandis que la Capitale-Nationale marque la limite est. La Mauricie est située à mi-chemin entre les deux principaux pôles urbains de la province, Montréal et Québec, lesquels sont à seulement une heure de route de Trois-Rivières. Grâce au pont Laviolette, elle est aussi située à moins d’une heure et trente minutes de route de 80 % de la population québécoise.

### Topographie
La topographie de la Mauricie est liée au Bouclier canadien couvrant l’arrière-pays et la plaine du Saint-Laurent située au sud de la région.

### Hydrographie

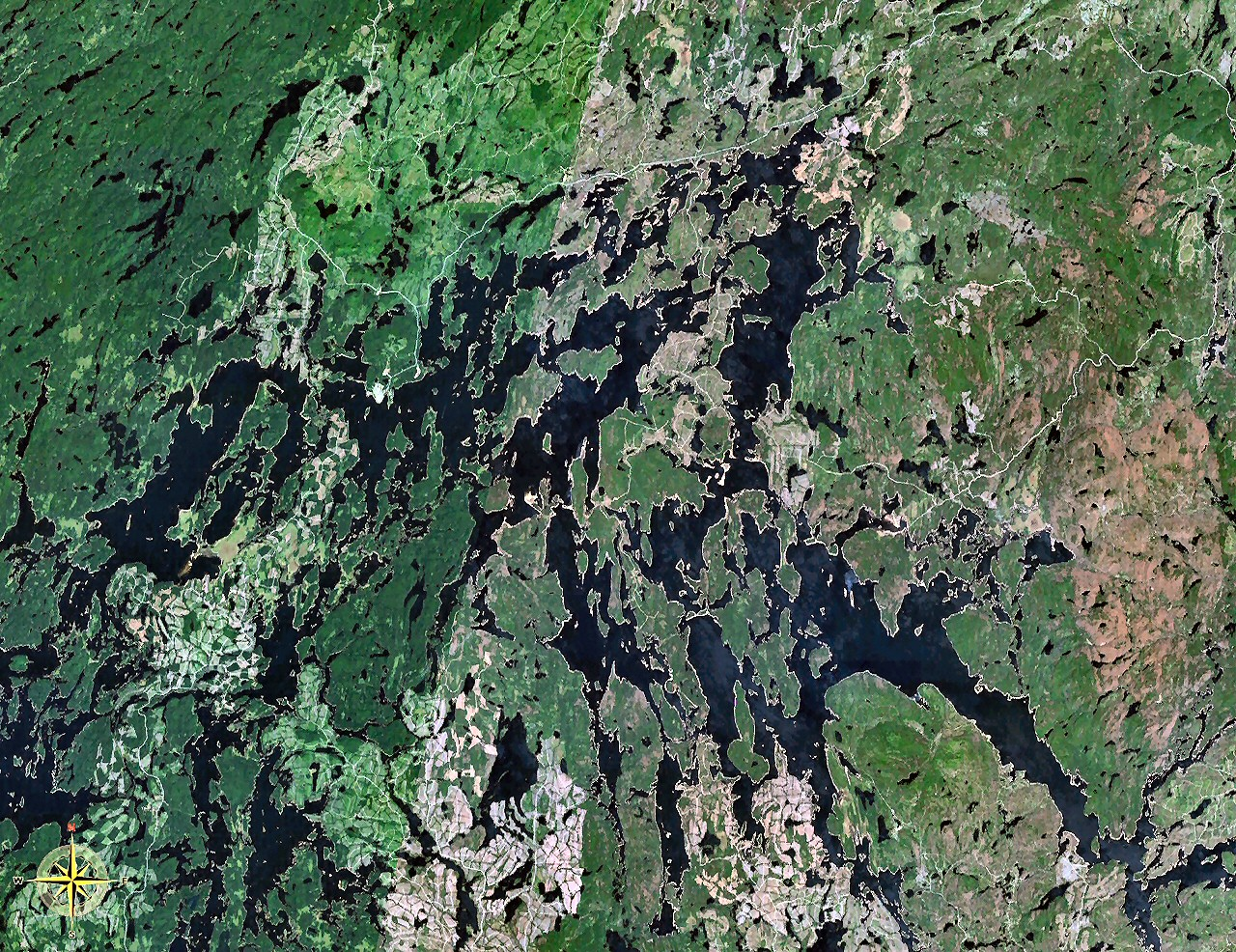
Le réservoir Gouin est le plus vaste plan d'eau de la Mauricie.

La Mauricie compte cinq affluents significatifs du Saint-Laurent dont l'embouchure est sur son territoire: la Saint-Maurice, la Sainte-Anne, la Batiscan, la rivière du Loup et la rivière Maskinongé. 
Deux autres affluents moins importants sont la rivière Champlain et la rivière Yamachiche. 
La région comprend ainsi de nombreux cours d'eau et lacs, notamment sur la commune de La Tuque (Lac Brignolet, Lac de la Vache).
Depuis novembre 2000, le lac Saint-Pierre qui constitue un élargissement du fleuve Saint-Laurent, fait partie du réseau mondial des réserves de la biosphère de l’UNESCO. Le lac Saint-Pierre est le seul modèle de développement durable, reconnu par l’Organisation des Nations unies, à posséder une voie de navigation de classe internationale, traversant son territoire sur toute sa longueur.

### Écologie

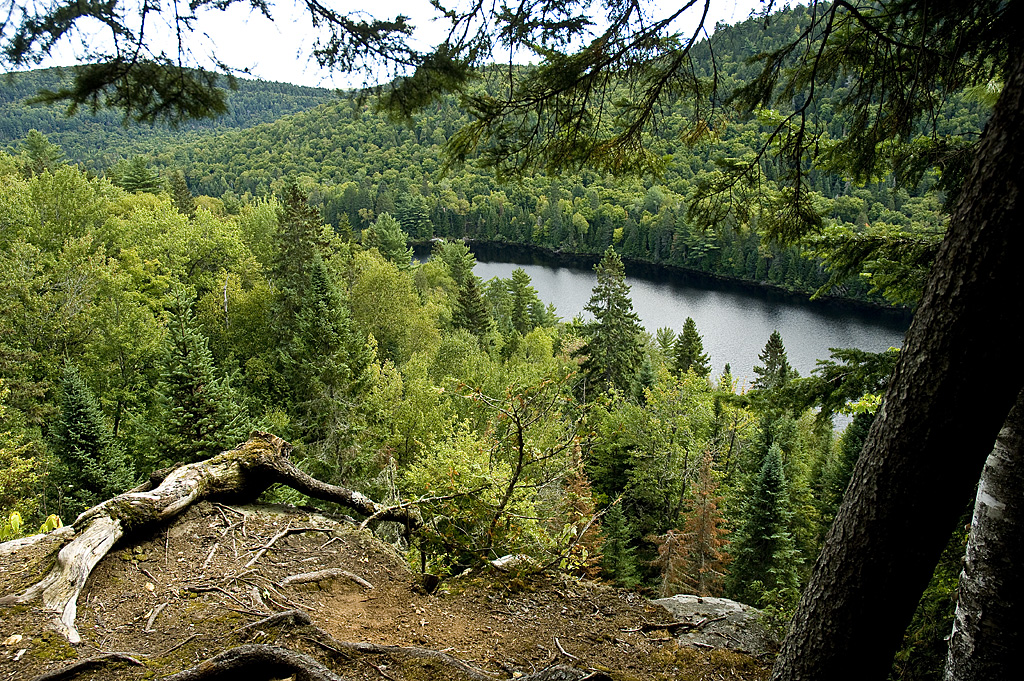
Sentier des Falaises, dans le parc de la Mauricie.

Désignée « Capitale forestière canadienne » en 2001, la Mauricie compte un parc national fédéral, plus de 75 pourvoiries, 11 zones d’exploitation contrôlée (ZEC) et deux réserves fauniques, en plus de ses parcs municipaux et régionaux.

## Histoire

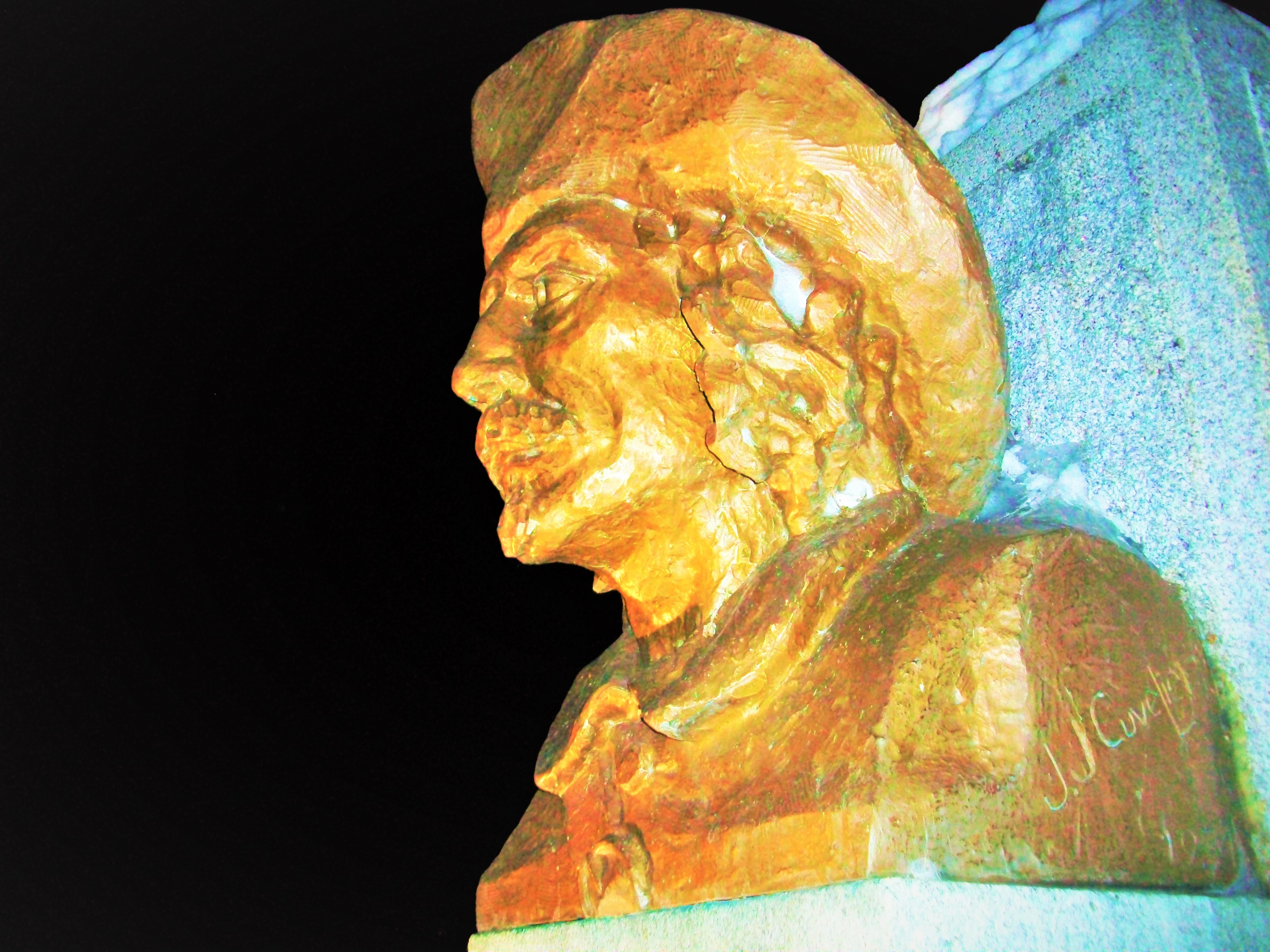
Laviolette, fondateur de Trois-Rivières.

## Démographie
| 1986    | 1991    | 1996    | 2001    | 2006    | 2011    | 2016    | 2021 | 2026 |
| ------- | ------- | ------- | ------- | ------- | ------- | ------- | ---- | ---- |
| 251 496 | 258 540 | 261 208 | 260 049 | 260 404 | 263 603 | 266 112 | -    | -    |

| 2031 | 2036 | 2041 | 2046 | 2051 | 2056 | 2061 | 2066 | 2071 |
| ---- | ---- | ---- | ---- | ---- | ---- | ---- | ---- | ---- |
| -    | -    | -    | -    | -    | -    | -    | -    | -    |

## Administration
La Mauricie est une région administrative composée de trois municipalités régionales de comté (MRC), de trois territoires équivalents et de 42 municipalités ou entités équivalentes.
| Nom                               | Chef-lieu              | Population 2021 | Superficie terrestre (km2) | Densité (hab./km2) |
| --------------------------------- | ---------------------- | --------------- | -------------------------- | ------------------ |
| Agglomération de La Tuque*        | La Tuque               | 11 722          | 26 031,84                  | 0,58               |
| Les Chenaux                       | Saint-Luc-de-Vincennes | 19 056          | 934,4                      | 20,53              |
| Maskinongé                        | Louiseville            | 36 767          | 2 502,4                    | 14,9               |
| Mékinac                           | Saint-Tite             | 12 392          | 5 554,9                    | 2,3                |
| Shawinigan*                       |                        | 49 571          | 798,8                      | 62,12              |
| Trois-Rivières*                   |                        | 138 134         | 288,92                     | 481,67             |
| Région                            | Région                 | 267642          | 35 452                     | 7,7                |
| * Territoire équivalent à une MRC |                        |                 |                            |                    |

## Politique

### Circonscriptions électorales

#### Circonscriptions électorales provinciales
- Champlain : Sonia LeBel (CAQ)
- Laviolette-Saint-Maurice : Marie-Louise Tardif (CAQ)
- Maskinongé : Simon Allaire (CAQ)
- Trois-Rivières : Jean Boulet (CAQ)

#### Circonscriptions électorales fédérales
- Berthier—Maskinongé : Yves Perron (BQ)
- Trois-Rivières : Caroline Desrochers (PLC)
- Saint-Maurice—Champlain : François-Philippe Champagne (PLC)

## Éducation

### Enseignement primaire, secondaire et professionnel
L'enseignement primaire, secondaire et professionnel public en français est assuré par le ministère de l'Éducation du Québec, via son réseau de centres de services scolaires. 
- Le centre de services scolaire du Chemin-du-Roy dessert le sud de la région alors que
- le centre de services scolaire de l'Énergie dessert le nord.

Quant aux écoles publiques de régime linguistique anglais, l'enseignement public est assuré par la Commission scolaire Central Québec.

### Enseignement supérieur

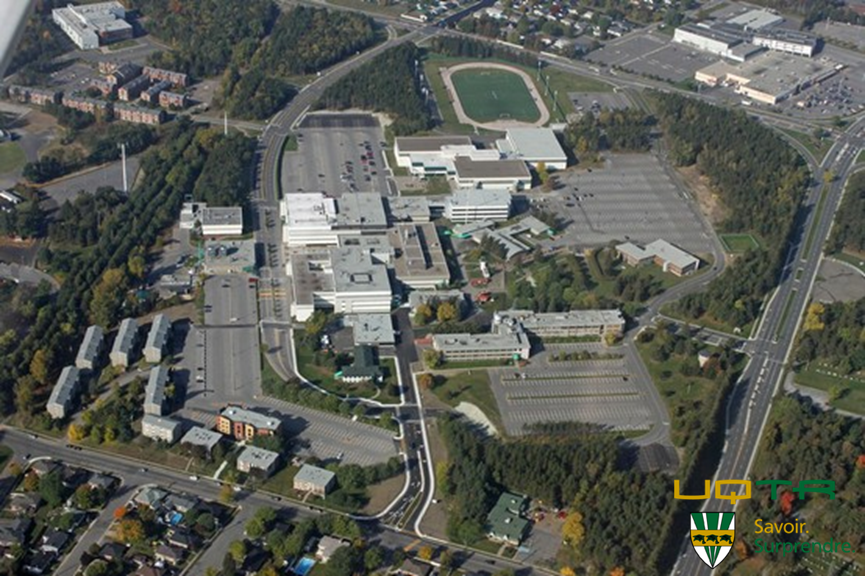
Vue aérienne de l'UQTR.

Une université et trois collèges d'enseignement général et professionnel sont situés sur le territoire mauricien, soit :
- Collège Laflèche (Trois-Rivières)
- Cégep de Shawinigan (Shawinigan)
- Cégep de Trois-Rivières (Trois-Rivières)
- Université du Québec à Trois-Rivières (Trois-Rivières)

## Santé
Comme pratiquement partout au Québec, les services de santé publics sont assurés par des centres intégrés de santé et de services sociaux (CISSS ou CIUSSS). En Mauricie, l'entité responsable est le CIUSSS de la Mauricie-et-du-Centre-du-Québec composé des anciens centres de santé et de services sociaux suivants :
- De l'Énergie ;
- Haut-Saint-Maurice ;
- Maskinongé ;
- Trois-Rivières ;
- Vallée-de-la-Batiscan.

## Galerie

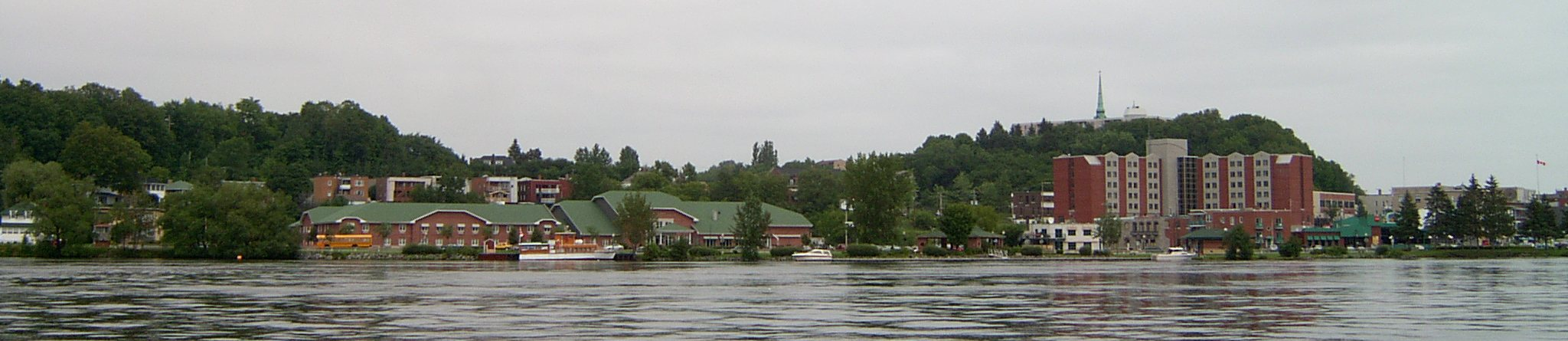
Shawinigan.

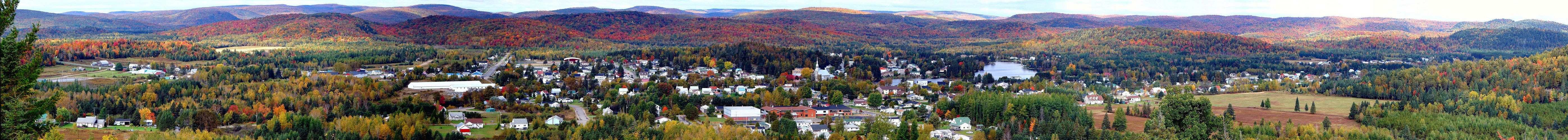
Horizon d'automne, village de Saint-Alexis-des-Monts (Basse-Mauricie).

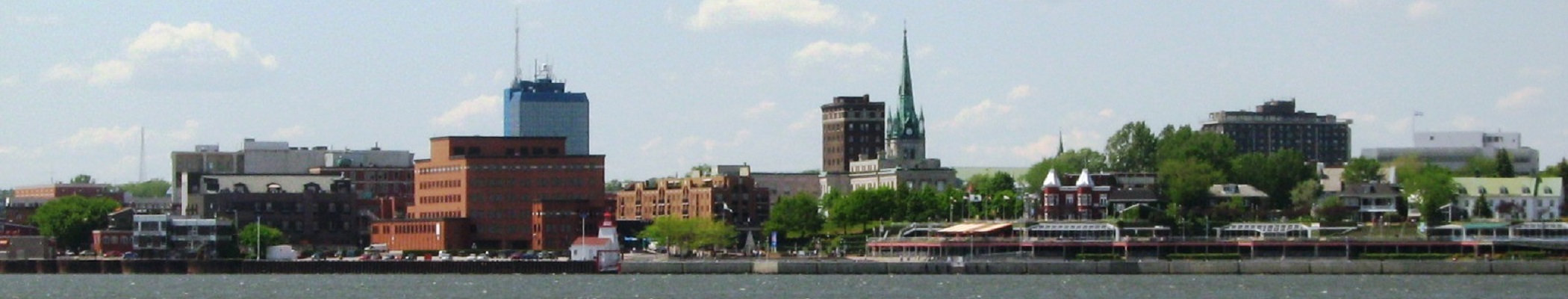
Trois-Rivières.

| Tour de la Cité de l'Énergie sur la rive gauche de la rivière Saint-Maurice |
| La Cité de l'Énergie à Shawinigan.                                          |

| Panneau à l'entrée du parc national de la Mauricie |
| Parc national de la Mauricie.                      |